# Bardaxima hippioides
Bardaxima hippioides är en fjärilsart som beskrevs av William Schaus 1911. Bardaxima hippioides ingår i släktet Bardaxima och familjen tandspinnare. Inga underarter finns listade i Catalogue of Life.